# Tricoceps hirculus
Tricoceps hirculus är en insektsart som beskrevs av Jacobi. Tricoceps hirculus ingår i släktet Tricoceps och familjen hornstritar. Inga underarter finns listade i Catalogue of Life.